# Station University (Coleraine)
Station University  is een spoorwegstation in Coleraine in het  Noord-Ierse graafschap Antrim. Het station ligt aan de zijtak vanaf Coleraine naar Portrush. Het station werd gebouwd vanwege de vestiging van een campus van Ulster University in Coleraine. De campus ligt nabij het station.